# De Strook (Breukeleveen)

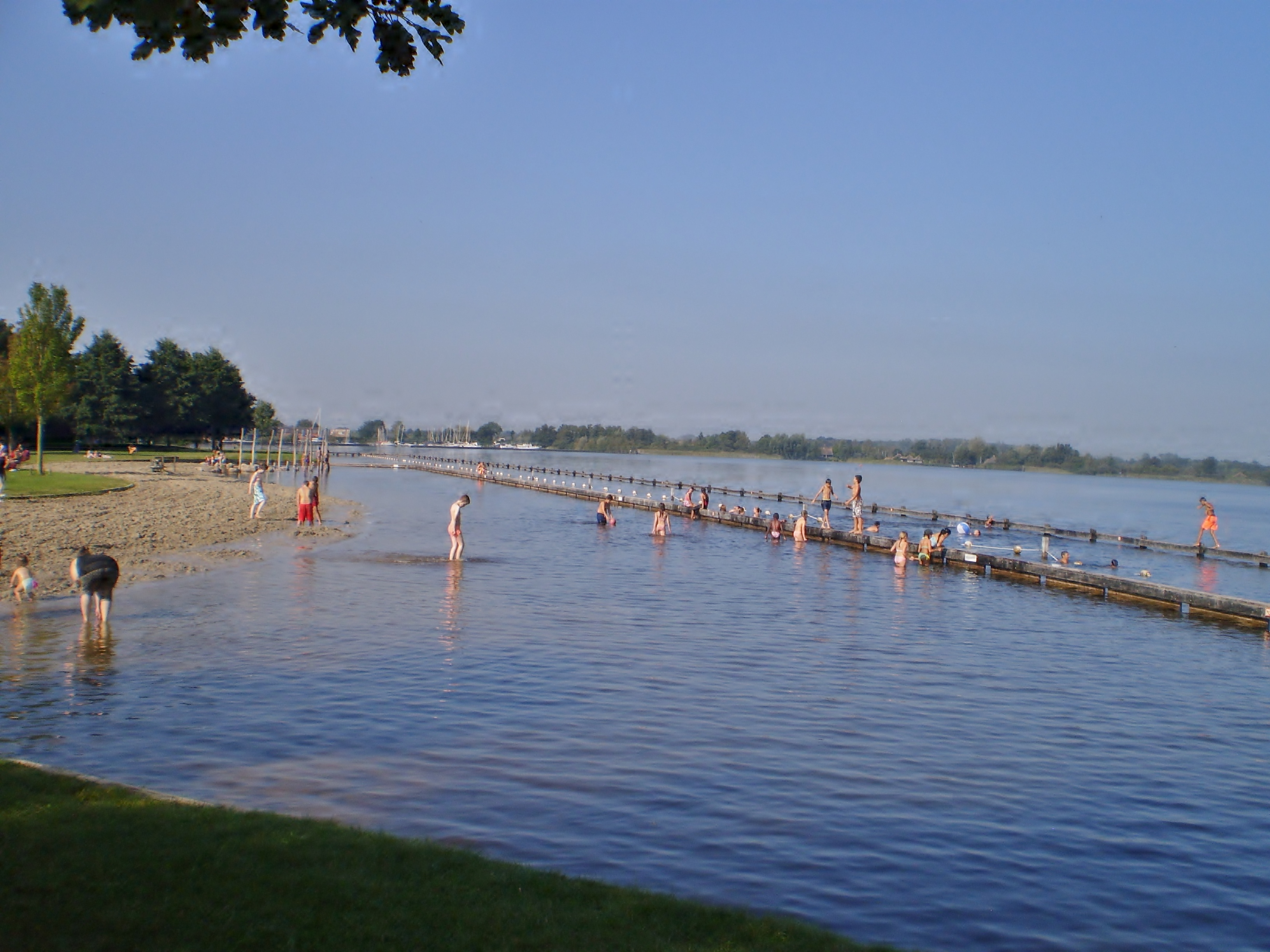
Recreatieterrein De Strook (2016)

De Strook is een recreatieterrein langs de zuidzijde van de Loosdrechtse Plassen bij Breukeleveen in de Nederlandse gemeente Wijdemeren.
De Strook ligt direct ten noorden van de Bethunepolder en aan de zuidkant van de Vijfde Loosdrechtse Plas. Het gebied van 6 ha bestaat uit een verbrede schoorwal. Vanaf land is het te bereiken via de Nieuweweg in Maarssen en vanuit het oosten via Tienhoven. Het terrein is open aan de zijde van de plas en wordt aan de landzijde besloten door middenbos. Het terrein is overdag vrij toegankelijk.
De zwemlocatie bij het zandstrand werd in 2002 aangelegd bij de renovatie en uitbreiding van de recreatiestrook. Op dat moment ontstond een ongeveer 1 kilometer lange grasstrook die als recreatieterrein en zwemlocatie werd ingericht. Het zandstrand heeft een lengte van 125 meter. Een deel daarvan is geschikt gemaakt voor kleine kinderen. 
Bij het zandstrand ligt op acht meter uit de oever een afbakening. Het water is daar 0,7 meter diep. Op 20 meter van het strand ligt over de hele lengte een balk, deels een drijflijn. Het water heeft daar een diepte van 1,8 meter. In de directe omgeving is veel recreatievaart. Door een aanlegmogelijkheid naast het paviljoen van de Strook is de locatie opgesplitst in een westelijk en oostelijk gedeelte. De boten kunnen tot aan de drijfbalk varen. 
Om de waterkwaliteit van de Breukeleveense Plas te verbeteren werd in 2001 een belangrijk deel van het bodemslib verwijderd. Dit slib werd gestort in een depot. Dit depot werd vergroot door het verwijderen van ongeveer 80.000 m³ zand. De helft daarvan werd gebruikt voor een zandwal om het depot, de andere helft werd gebruikt voor het strand van De Strook. De Strook werd in 2004 uitgeroepen tot schoonste zoetwaterstrand van Nederland.